# Rallus longirostris grossi
Rallus longirostris grossi is een ondersoort van de klapperral uit de familie van rallen.

## Verspreiding
De soort komt voor in Quintana Roo (zuidoostelijk Mexico).